# Josef Lappe
Josef Konrad Lappe (* 2. März 1879 in Geseke; † 6. März 1944 in Dotternhausen) war ein deutscher Gymnasiallehrer, Heimatforscher und Kommunalpolitiker. Er war einer der produktivsten westfälischen Historiker.

## Leben und Werk
Er war der Sohn des Landwirtes Franz Lappe und seiner Frau Theresia Schupmann. Nach seinem Abitur 1899 am Gymnasium Theodorianum in Paderborn immatrikulierte sich Lappe im Oktober 1900 an der Universität Bonn und promovierte dort 1903 mit der Dissertation Die Philosophie des Nikolaus von Autrecourt zum Dr. phil. An der Rechts- und Staatswissenschaftlichen Fakultät der Universität Münster promovierte er 1907 mit seiner Arbeit Die Geseker Huden zum Dr. rer. pol. Schließlich promovierte er 1920 an der gleichen Fakultät mit seiner Dissertation Die Wüstungen der Provinz Westfalen zum Dr. jur. utr. Er promovierte mithin drei Mal.
Ab 1907 war er Lehrer, zuletzt Oberlehrer am Progymnasium in Lünen (Westfalen) (später: Freiherr-vom-Stein-Gymnasium). Politisch war er 1919 Kandidat der Deutschen Demokratischen Partei (DDP). Kurze Zeit später trat er zur SPD über und wurde 1923 Stadtverordneter in Lünen. Er legte allerdings schon 1925 sein Mandat wieder nieder und widmete sich seitdem verstärkt der Erforschung der westfälischen Geschichte, der er sich bereits viele Jahre zuvor schon verschrieben hatte. Hierzu wurde er in jungen Jahren durch seinen Onkel, den „alten Rat“ Ludwig Schupmann (1851–1920), inspiriert.
Auf dem Gebiet der Erforschung der westfälischen Geschichte erwarb er sich überregionale Bedeutung. Sein beruflicher Werdegang (u. a. Studium der Theologie und Philosophie an der Bischöflichen Philosophisch-Theologischen Lehranstalt, Paderborn sowie an der Universität München, in den Jahren 1899–1900) befähigte ihn, außergewöhnliche akademische Leistungen zu vollbringen. Zunächst wandte er sich mit seiner Doktorarbeit Die Geseker Huden der Erforschung der Geschichte seiner Heimatstadt Geseke zu. Die meisten Werke und Arbeiten Lappes entstanden während seiner Lüner Zeit. Die stadtgeschichtliche Forschung über Lünen kommt ohne seine profunden Kenntnisse und Erkenntnisse nicht aus. Ein weiterer Schwerpunkt seiner historischen Forschungen war die Person des Reichsfreiherrn Heinrich Friedrich Karl vom und zum Stein. 1920 erschien sein Buch Freiherr vom Stein als Gutsherr auf Kappenberg. Viele Aufsätze und Artikel veröffentlichte er in Zeit- und Jubiläumsschriften. Familiengeschichtliche Forschungen, verbunden mit historischen Abhandlungen über Wüstungen, Schnadegänge, Straßen- und Flurnamen, Hausinschriften, Stadtbefestigungen, Landwehren und Schützenwesen sowie Werke über Industriepioniere der Gründerzeit runden seine umfangreiche Tätigkeit ab. Seine umfassende, 1943 abgeschlossene Arbeit über den Spemannhof in Rheinen bei Schwerte an der Ruhr blieb ungedruckt. 
Lappe war seit dem 24. Mai 1912 ordentliches Mitglied der Historischen Kommission für Westfalen.
Seine kritische Haltung gegenüber den Nationalsozialisten – er gehörte zum Widerstand gegen den Nationalsozialismus – führte während der Zeit des Nationalsozialismus zu erheblichen Konflikten. Daraus folgte seine Suspendierung und 1937 frühzeitige Entlassung aus dem Schuldienst. Lappe verzog nach Münster, später wieder in seine Heimatstadt Geseke. Hier erhielt er 1944 den Hinweis, dass die Nationalsozialisten ihn in ein Konzentrationslager bringen wollten. Lappe reiste daraufhin mit seiner Familie nach Dotternhausen zu den Angehörigen seines Schwiegersohnes. Kurze Zeit nach der Ankunft dort verstarb er am 6. März 1944 an einer Gesichtsrose.
Seine letzte Ruhestätte fand Josef Lappe auf dem Friedhof seiner Heimatstadt Geseke.

## Ehrungen
- In seinem Geburtsort Geseke ist die Dr.-Lappe-Straße nach ihm benannt.
- Ab 19. März 1989 in Lünen und vom 21. Mai bis 4. Juni 1989 in Geseke gab es die Wanderausstellung des Stadtarchivs Lünen Josef Lappe, „Der dreifache Dr.“, Kommunalpolitiker – Historiker – Studienrat.
- Die Stadt Lünen, in der er über drei Jahrzehnte lebte und arbeitete, ehrte ihn, indem sie einen Weg nach ihm benannte.

## Schriften (Auszug)
- Die Bauerschaften der Stadt Geseke. Marcus, Breslau 1908
- Die Sondergemeinden der Stadt Lünen, Ein Beitrag zur Geschichte der deutschen Stadtverfassung, Dortmund 1909
- Die Bauerschaften und Huden der Stadt Salzkotten. Winter-Verlag, 1912
- Die Rechtsgeschichte der wüsten Marken. Aschendorff, Münster 1916
- Die Entstehung und Feldmarkverfassung der Stadt Werne. Regensbergsche Buchh., Münster 1917
- Freiherr vom Stein als Gutsherr auf Kappenberg. Aschendorff, Münster 1920
- mit Friedrich Höh: Die Freiheit Altena. Verlag der Stadt Altena 1929
- Ein westfälischer Schulzenhof. Schöningh, Paderborn 1938
- Geschichte des Amtes Waltrop, umfassend die Gemeinden Waltrop, Henrichenburg und Horneburg. Amtsverwaltung Waltrop 1938
- Kirchengeschichte Wattenscheids – Von der Gründung bis 1821. Wattenscheid 1942.
- Die Geschichte des Amtes Rhynern, Amtsverwaltung Rhynern, Hamm 1949 (posthum erschienen)